# Palimpsest (astronomija)
Palimpsest je, u planetarnoj astronomiji, drevni udarni krateri kod kojih su sva reljefna obilježja kratera izgubljena. Također se mogu nazivati "krateri duhovi", "degradirani krateri", "zakopani krateri" ili "patološki krateri". Palimpsesti su identificirani na Merkuru, Zemlji, Mjesecu, Marsu, Ganimedu, Kalisti, a možda čak i na Titanu. Na Marsu su te značajke morfološki opisane kao krateri koji su "ravnog poda, bez rubova, izuzetno plitki, bez središnjih vrhova, i vjerojatno predstavljaju ono što ostaje nakon erozije".
Na ledenim mjesecima vanjskog dijela Sunčevog sustava, palimpsest je krater čiji je reljef nestao zbog puzanja ledene površine ("viskozna relaksacija") ili naknadnih kriovulkanskih izljeva, ostavljajući kružni albedo, možda s "duhom" rub. Zaleđene površine prirodnih satelita poput Kalista i Ganimeda čuvaju naznake svoje povijesti u ovim prstenovima. Tipičan primjer je Memphis Facula na Ganimedu, širok 340 km.